# (38648) 2000 OG11
2000 OG11 (asteroide 38648) é um asteroide da cintura principal. Possui uma excentricidade de 0.23401450 e uma inclinação de 1.70434º.
Este asteroide foi descoberto no dia 23 de julho de 2000 por LINEAR em Socorro.